# Thapsia asclepium
Thapsia asclepium är en flockblommig växt som beskrevs 1753 av Carl von Linné. Arten ingår i släktet Thapsia och familjen flockblommiga växter.